# Янченко, Олег Григорьевич
Олег Григорьевич Я́нченко (18 июня 1939, Москва — 12 января 2002, Лесной городок, Московская область) — российский и белорусский органист и композитор. Народный артист Российской Федерации (1997). Лауреат Государственной премии СССР (1984). Член Белорусский союз композиторов (1967)

## Биография
Окончил Московскую консерваторию у Генриха Нейгауза (фортепиано), Леонида Ройзмана (орган) и Юрия Шапорина (композиция). Стажировался как органист у Антона Хайлера в Венской академии музыки и у Пита Кее в Летней академии органистов в Хаарлеме.
В 1963—1971 гг. жил и работал в Минске в качестве солиста-органиста в Минской филармонии (ныне Белорусская государственная филармония) («блистательный музыкант, который в 60-е годы открывал в Минске орган», — вспоминает о Янченко телеведущая Элеонора Езерская; в действительности же, однако, орган был инаугурирован 3 мая 1963 года концертом чешского органиста проф. Йиржи Рейнбергера, автором проекта данного инструмента).  В его ведении оказался новый 73-хголосный орган фирмы Ригер-Клосс, являющийся до сих пор самым большим органом в Беларуси. Здесь же в сезон 1970—1971 гг. музыкант исполнил цикл концертов "Все органные сочинения И. С. Баха". Таким образом, Янченко оказался первым советским органистом, осуществившим подобный проект. Деятельность и творческая активность Олега Янченко легла в основу современного этапа органного концертирования в Беларуси.
Стал основателем Минского камерного оркестра (1964) (ныне Государственый камерный оркестр Республики Беларусь). С 1971 г. в Москве, солист Московской филармонии. В 1983—1992 гг. руководитель ансамбля старинной музыки «Мадригал». Сохранял творческие связи с Беларусью — в частности, 1 июня 1984 года дал инаугурационный концерт на новоустановленном органе фирмы Ригер-Клосс в Зале камерной музыки Белгосфилармонии (теперь костёл Пресвятой Троицы, более известный под названием костёл святого Роха), а позднее 2 мая 1985 года дал инаугурационный концерт на новом органе той же фирмы, установленном в Софийском соборе в Полоцке. Более того, множество премьер своих сочинений, органных и ансамблево-инструментальных, композитор Олег Янченко осуществил именно в Беларуси, в частности в Минской филармонии. В 1987 г. основал и возглавил Ассоциацию органистов и органных мастеров России. С 1994 г. профессор Московской консерватории.
Органист активно записывался на грампластинках, среди которых особенное значение имеет запись органных импровизаций на темы Баха в Московской государственной филармонии.
По словам виолончелиста Олега Оловникова,

К музыке Янченко относился как к смыслу жизни. В его музыке напрочь отсутствовала сентиментальность. Почти у любого композитора можно найти сентиментальные темы. Отсутствуют они, пожалуй, только у Брамса, Прокофьева и Янченко — у этих композиторов все точно, глубоко, ничего лишнего. Если хочешь, даже в чем-то аскетично. И это при том, что у Янченко была ярко выражена «моцартовская составляющая» — умение быть легким, отчаянным, озорным…

Похоронен в Москве на Троекуровском кладбище.

## Сочинения

### Симфонии
- № 1 «Эроика» для хора, чтеца и симфонического оркестра на слова Ю. Фучика (1966)
- № 2 «Андрей Рублёв» для инструментального ансамбля, синтезатора, тенора и органа (1977)
- № 3 «Белая Вежа» для солистки, хора, органа и инструментального ансамбля (1982)
- № 4 «Слово о полку Игореве» для солистов, хора, органа и симфонического оркестра (1985)
- № 5 «Мемориал Микеланджело» для баса, вокально-инструментального ансамбля, органа и струнного оркестра на сонет Микеланджело в переводе А. Вознесенского (1988)
- № 6 «Апокалипсис» для чтеца, ансамбля солистов, хора и симфонического оркестра (1994)

### Оперы
- «Мойдодыр» (1964)
- «Балаганчик» (1970)
- «Граф Калиостро» (1975)

### Балет
- «Кастусь Калиновский» (1974)

### Камерные сочинения
- «Музыкальное приношение» для виолончели, органа и хора мальчиков (1993)

### Сочинения для органа
- «Интродукция, фуга и остинато» (1961)
- «Интерлюдия» (1966)
- «Импровизация» (1971 или 1973)
- «Медитация» (1984)
- Музыка для органа «Dom zu Speyer» (1986)
- Соната для органа «Русская причеть» (1993)
- «Priere» (Молитва) — посвящение Лоренцо Перози (1998)
- «Рождественские сны» (2000)

### Музыка к кинофильмам
- 1970 — Сочинение
- 1971 — Жизнь и смерть дворянина Чертопханова
- 1973 — Горя бояться — счастья не видать
- 1973 — Тартак
- 1974 — Время её сыновей
- 1974 — Неоткрытые острова
- 1974 — Хлеб пахнет порохом
- 1975 — Факт биографии
- 1977 — Воскресная ночь
- 1979 — Точка отсчёта
- 1981 — Паруса моего детства
- 1981 — Люди на болоте
- 1982 — Дыхание грозы
- 1982 — Шляпа
- 1985 — Иди и смотри
- 1986 — Знак беды
- 1988 — Сержант (в составе киноальманаха «Мостик»)
- 1988 — Восхождение на Фудзияму
- 1988 — Наш бронепоезд
- 1989 — Комедия о Лисистрате
- 1990 — Мать Урагана

### Музыка к мультфильмам
- 1975 — Бегемотик (Весёлая карусель № 7)
- 1977 — Кто я такой?
- 1977 — Старт
- 1979 — Вам старт!
- 1979 — Не боюсь тебя, мороз!
- 1984 — Хлеб

## Награды
- Народный артист Российской Федерации (16 апреля 1997 года) — за большие заслуги в области искусства[5]
- Заслуженный артист РСФСР (25 ноября 1987 года) — за заслуги в области советского музыкального искусства[6]
- Государственная премия СССР в области литературы, искусства и архитектуры (1 ноября 1984 года) — за художественный фильм «Люди на болоте» производства киностудии «Беларусьфильм»[7].